# Henryk Pogorieły
Henryk Pogorieły (ur. 1908 w Warszawie, zm. wiosną 1943 w Warszawie) – polski szachista, reprezentant na nieoficjalnej olimpiadzie szachowej w Monachium (1936).

## Życiorys
W Warszawie uczęszczał do szkół i po zakończeniu edukacji pracował w zawodzie urzędniczym. Od lat 20. był członkiem Warszawskiego Towarzystwa Zwolenników Gry Szachowej. Podnosił stopniowo swoje umiejętności szachowe, dzięki czemu zimą 1927/1928 wygrał warszawski turniej dla zawodników II kategorii. Sukces ten dał mu awans do finałowego turnieju mistrzostw Warszawy, w którym w gronie 10 uczestników uplasował się na IV miejscu z dorobkiem 5,5 punktów. Pokonał m.in. znanego warszawskiego szachistę, starszego o ponad ćwierć wieku Mojżesza Łowckiego.
W grudniu 1928 zremisował partię z Aleksandrem Alechinem w ramach symultany tego ostatniego w Warszawie. Wiosną 1929 został powołany do reprezentacji Warszawy na pierwsze drużynowe mistrzostwa Polski i w turnieju w Królewskiej Hucie przyczynił się znacznie do triumfu swojej ekipy, wygrywając wszystkie rozegrane partie.
W pierwszej połowie lat 30. nie udzielał się w turniejach, skoncentrowany na pracy zawodowej. Do powrotu do szachów zmobilizowała go olimpiada, której gospodarzem w 1935 była Warszawa. W 1936 uplasował się na III miejscu silnie obsadzonego turnieju Warszawskiego Klubu Szachistów, dzięki czemu otrzymał powołanie do kadry polskiej na nieoficjalną olimpiadę szachową w Monachium. Tam, w 10-osobowym składzie reprezentacji, był obok Mieczysława Najdorfa, Henryka Friedmana (Friedmanna) i Leona Kremera czołową postacią ekipy. Występując na siódmej szachownicy wygrał 10 partii, zremisował 7, przegrał 3; szczególnie dobrze grał w pierwszych ośmiu rundach, po których jego bilans wynosił siedem wygranych i jeden remis. Ostatecznie Polska uplasowała się w imprezie na 2. miejscu, jedynie za Węgrami, a przed ekipą gospodarzy.
Do wybuchu II wojny światowej kontynuował grę turniejową, chociaż bez większych sukcesów. Był m.in. na dzielonym VI-VII miejscu w turnieju Warszawskiego Klubu Szachistów w 1939 (w gronie 12 uczestników), w tymże roku wyjechał też na międzynarodowy turniej indywidualny do angielskiego Margate, gdzie w turnieju pobocznym zajął dzielone V-VIII miejsce. W październiku 1939 miał zagrać w dużym turnieju o mistrzostwo Warszawy z udziałem takich rywali, jak Mieczysław Najdorf, Dawid Przepiórka, Mojżesz Łowcki, Paulin Frydman, Stanisław Kohn czy Karol Piltz, na przeszkodzie rozegraniu tej imprezy stanął jednak wybuch wojny.
W okresie okupacji przebywał z rodziną w warszawskim getcie. Grywał w konspiracyjnych kawiarniach szachowych. Od lutego do kwietnia 1942 uczestniczył w rozegranym za zgodą władz niemieckich turnieju szachowym w getcie. Zaliczany do głównych faworytów imprezy, nie zawiódł i zwyciężył zdecydowanie, w 14 partiach gromadząc 13 punktów (dwie partie zremisował).
Wiosną 1943 trafił na Pawiak, gdzie po kilku dniach został zamordowany. Z rąk niemieckich strażników Pawiaka zginęli również żona i kilkuletni syn.